# Верхотор
Верхото́р (баш. Верхотор) — село в Ишимбайском районе Башкортостана, административный центр Верхоторского сельсовета.

## История

### Создание завода
Спустя некоторое время после пуска первого медеплавильного завода — Воскресенского — И. Б. Твердышев и И. С. Мясников закончили постройку с тремя медеплавильными печками Верхоторского завода, который размещался по реке Тор, в 11 верстах вверх от Воскресенского, и в одной земельной даче с ним. Относительно даты его строительства нет единства в литературных источниках: одни из них указывают 1752 и 1753, другие — 1757 и 1758, а третьи — 1759 год. По данным ГАСО «первая плавка меди произведена 12 июля 1759 года», также П. И. Рычков по данным 1760 года сообщал, что «по новости крестьянского селения церкви на сём заводе ещё не имеется». Первые годы, видимо, завод обслуживали крепостные крестьяне Воскресенского завода.
Твердышевская компания не гнушалась прибегать к сгону населения, что вызвало у башкир враждебное отношение к заводчикам. «Наряду с сопротивлением отводу и захвату под заводы земель имели место и случаи выступления башкир против заводчиков. Поэтому завод представлял собой крепость, вооружённую 5-10 пушками». Ещё в 1755 г. для охраны заводов Твердышеву и Мясникову было выдано 45 пудов пороха.
Известны две купчие на земли и угодья для Воскресенского и Верхоторского заводов. По первой купчей от 28.06.1761 г. Твердышев с Мясниковым купили лес и земли по реке Тор и её притокам у башкир Ногайской дороги Юрматынской волости деревень Мусиной, Алимгуловой, Мустафиной, Батыревой, Буракаевой и Кинзикеевой; за все огромные угодья было уплачено 300 рублей. Хотя купчая была оформлена в 1761 г., но в ней отмечалось, что по указу Берг-коллегии ещё от 30 марта 1754 г. Оренбургским горным начальством эта земля была отведена к заводам с установкой граней.
По второй купчей от 3 мая 1763 года была приобретена земля у башкир Ногайской дороги Бушмас-Кипчакской волости по речкам Большой и Малой Кандышле, Селези, Нугушу и Суканышу за 150 рублей.
Лепёхин И. И., посетив некоторые заводы Твердышева в 1770 г. отметил: «На каждом заводе учреждены для малолетних училища, где обучают российской грамоте и по успехам их определяются в разные заводские отменные должности».

### Крестьянская война 1773—1775 гг.
Крестьяне Верхоторского завода присоединились к восстанию одними из первых вместе с крестьянами Воскресенского и Покровского заводов. Уже в самом начале октября 1773 г. в лагерь Пугачёва под Оренбург пришли первые группы крестьян с этих заводов.
"Известия о восстании достигли Воскресенского и Верхнеторского заводов в начале октября 1773 г. Ожидая от своих работных людей «такого же неспокойствия», заводская контора приказала оставить «в куренях куренные и в прочих местах вне завода разные работы» и всем работникам собраться на заводе 4 октября 1773 г. Остановив заводы, администрация призвала заводских жителей ко «всякой и ежечасной осторожности».
Но администрации не удалось оградить своих крестьян от восстания: по призывам и примеру воскресенцев к крестьянской войне присоединились заводские люди Верхоторского завода.
Ввиду близости Верхоторского завода с Воскресенским, события Крестьянской войны протекали на обеих заводах одинаково. На Верхоторском заводе, так же как и на Воскресенском, изготовляли оружие для повстанцев, но не всегда удачно. "Отливка мортир на Верхоторском заводе «происходила весьма негодная», — отмечал В. В. Мавродин, ссылаясь на архивные документы.
Не пережив грозных событий Крестьянской войны, глава компании Иван Борисович Твердышев умер в 1773 г., всем заводским хозяйством стал владеть его брат — Яков Твердышев, который 5 июня 1774 г. подал доношение оренбургскому губернатору И. А. Рейнсдорпу, в котором отметил, что под угрозой уничтожения находились Катавский, Юрюзанский, Усть-Катавский, Воскресенский, Верхоторский, Богоявленский и Архангельский заводы, в связи с чем Твердышев просил у губернатора введения войск для защиты заводов. Также к этому доношению он приложил записку о выгодах сохранения этих заводов как опорных пунктов для войск, усмиряющих волнения в Башкирии.
В ходе восстания погибло и пропало без вести 357 душ крестьян мужского пола.

### После Крестьянской войны
Осенью 1776 г. завод был восстановлен, и в 1777 г. выплавка меди составила 4849 пудов, а в следующем, 1778 г., — 5578 пудов. Завод работал стабильно до конца XVIII века, и выплавка доходила в отдельные годы до 8874 пудов.
У Якова Твердышевева была одна дочь, не оставившая наследников. Зато у Ивана Семёновича Мясникова было четыре дочери (племянницы братьев Твердышевых), которым по наследству и должно было достаться всё громадное богатство компании.
«Императрица Екатерина II, путешествуя по Волге в 1767 г., прибыла в Симбирск 5 июня и остановилась в единственном тогда в городе каменном доме купца И. С. Мясникова… У хозяина этого дома были четыре дочери, на которых государыня обратила внимание и устроила их судьбу, выдав впоследствии замуж за своих придворных: Пашкова, Бекетова, Дурасова и Козицкого, которые получили по 19000 душ крестьян с соответствующим количеством земли в Симбирской губернии».
В октябре 1780 г. умер И. С. Мясников. Его замужние дочери поначалу растерявшиеся, в том же 1780 г. выдали доверенность на управление всеми заводами Я. Б. Твердышеву, а затем, съехавшись в Москву, потребовали вернуть эту доверенность. Я. Б. Твердышев сначала отказался вернуть эту доверенность на том основании, что она «во многих местах обнародована, и ежели то письмо возвратить им, просительницам, то зделаетца заводскому течению остановка», но затем, обидевшись на их действия, в которых сквозило явное недоверие, сам стал хлопотать о разделе, ибо наследницы не знают «заводского дела».
Твердышев предложил какой-то вариант раздела имущества, но «они на тех моих предложениях не согласились» и в противовес им выработали свои условия. По мнению Твердышева, эти условия «от справедливости весьма отдалены», поэтому он обратился с жалобой к Екатерине II. Императрица поручила наблюдение за разделом имущества сенатору генерал-аншефу кн. Василию Долгорукову. Однако документов о разделе имущества между наследницами не сохранилось; видимо, он окончательно произведён был уже после смерти Я. Б. Твердышева, умершего в 1783 г..
Верхоторский завод после раздела имущества между дочерями достался Аграфене Ивановне Дурасовой.
В 1788 г. на центральной улице одноимённого заводского села строится храм, освящённый в честь Казанской иконы Божией Матери.
Деньги, унаследованные от братьев Твердышевых, превратили сестёр во врагов. Сначала, капиталы свои они тратили на расширение производства, а потом перестали сами заниматься заводами, поручив их различным управляющим, и прожигали жизнь в Москве, Петербурге и за границей. Расходы всё увеличивались, а доходы умалялись; пришлось усиливать производство, не жалея крестьян. По мере истощения капиталов исчезали и материалы, нужны были деньги, а деньги тратились без расчёта и без всякой заботы об удовлетворении насущных потребностей в содержании заводов. Смотрители и управляющие заводов, благодаря пассивному и бесконтрольному отношению к заводам самих владельцев, обогащались и наконец заявили своим хозяевам, что в конторских кассах нет денег для продолжения действия заводов. Тогда заводовладельцы спешат передать свои заводы в аренду; но управление арендаторов оказывается не лучше прежнего, так как управители заводов остаются те же лица, которые эксплуатировали их в свою пользу раньше, и держатся тех же порядков.
В 1803 г., после смерти Аграфены Дурасовой, завод перешёл по наследству к её сыну Николаю Алексеевичу Дурасову.
Опасаясь, видимо, что Н. А. Дурасов проиграет в карты Верхоторский завод, его тётка Дарья Ивановка Пашкова в 1804 году покупает его вместе с принадлежащими к нему деревнями и землями.

## Население
Начиная со времени образования заводского селения число постоянных жильцов росло вплоть до третьего десятилетия XX века, где в связи с голодом в Башкортостане, после того политическими репрессиями, а ещё позже Великой Отечественной войной — население значительно упало.
| Численность населения | Численность населения | Численность населения | Численность населения | Численность населения | Численность населения | Численность населения | Численность населения | Численность населения | Численность населения | Численность населения | Численность населения | Численность населения | Численность населения | Численность населения | Численность населения |
| --------------------- | --------------------- | --------------------- | --------------------- | --------------------- | --------------------- | --------------------- | --------------------- | --------------------- | --------------------- | --------------------- | --------------------- | --------------------- | --------------------- | --------------------- | --------------------- |
| ~1770                 | ~1782                 | 1795                  | 1807                  | 1850                  | 1870                  | 1885                  | 1896                  | 1906                  | 1920                  | 1969                  | 1989                  | 2000                  | 2002                  | 2009                  | 2010                  |
| 1548 м.п.             | 2109                  | 2285                  | 2795                  | 2812                  | 3340                  | 3456                  | 3673                  | 3753                  | 4916                  | 1830                  | 839                   | 800                   | 756                   | 870                   | 818                   |

Численность дворов под конец XIX века начала стремительно расти и делала это до того же третьего десятилетия XX века.
| Численность дворов | Численность дворов | Численность дворов | Численность дворов | Численность дворов | Численность дворов |
| ------------------ | ------------------ | ------------------ | ------------------ | ------------------ | ------------------ |
| 1807               | 1870               | 1885               | 1896               | 1906               | 1920               |
| 394                | 341                | 543                | 580                | 638                | 860                |

## Статистика

### До революции
- 1770 — первая информация о горнозаводском училище;
- 1788 — на средства Аграфены Ивановны Дурасовой на центральной улице возводится храм, который освящается в честь Казанской иконы Божией Матери;
- 1870 — после реформы 1861 года организуется волостное правление. На территории селения имеются две водяные мельницы на реке Тор;
- 1885 — строительство заводского моста;
- 1885 — после учреждения земств в 1864 году горнозаводское училище преобразуется в земскую школу. На территории селения имеется десять лавок;
- 1887 — поскольку закон предписывал по возможности обучать мужчин и женщин раздельно земская школа становится мужской, а для женщин образуется церковно-приходская;
- 1896 — на территории селения: две кузницы, хлебозапасный магазин, базарные лавки, домовые бакалейные лавки, казённые винные магазины, одна пивная лавка, а также приёмный покой господина Пашкова;
- 1903 — ввиду развития начального образования в селении появляется ещё одна женская церковно-приходская школа — двухклассная (трёхгодичная). При ней также действовала образцовая начальная школа;
- 1906 — церковно-приходские школы начинают именоваться женскими школами духовного ведомства, видимо, в связи с популярностью вторых. На территории селения появляются: ещё 5 кузниц и одна пивная лавка, а также мануфактурные лавки. Из двух водяных мельниц остаётся одна.
- 1910 — строительство нового здания мужской земской школы (где ныне располагается средняя школа).

Подводя итог: основной деятельностью жителей села до революции являлось — земледелие, скотоводство, пчеловодство, а также работа на заводе и извозный промысел. По понедельникам всегда проводились базары.

### После революции
- 1918 — преобразование земской, одноклассной церковно-приходской и образцовой начальной школ в первое, второе и третье советские училища — начальные школы 1 ступени. А двухклассной церковно-приходской школы в высшее начальное училище 2 ступени;
- 1919 — прекращение действия высшего начального училища 2 ступени;
- 1925 — три советские училища объединяются в одно и получают название массовой школы;
- 1930 — образование колхоза «Тор»;
- 1932 — массовая школа преобразуется в школу крестьянской молодёжи (ШКМ);
- 1934 — из двухэтажной усадьбы Пашковых организуют детский дом;
- 1935-37 — разобрав одно из зданий завода, отстроили на его месте большую мельницу, назвав её «Верхоторский мелькомбинат»;
- 1937 — ШКМ преобразовывают в неполную среднюю школу в связи с постановления «О структуре начальной и средней школы в СССР» от 1934 года;
- 1951 — неполную среднюю школу преобразовывают в среднюю школу;
- 1975 — остановка работы детского дома;
- 1989 — на территории селения помимо школы и детского дома уже имеется небольшая больница и четыре водяные мельницы на реке Тор.

## Географическое положение
Через Верхотор протекает река Тор.
Расстояние до:
- районного центра (Ишимбай): 42 км,
- ближайшей ж/д станции (Салават): 50 км.

## Геология
Возле села на правом берегу Тора располагаются обнажения пород, относящиеся к уфимскому, казанскому и уржумскому ярусам пермского периода.

## Экономика
- Медеплавильный завод работал до 1913 года, за 154 года выплавлено 1,6 млн пудов чистой меди. Производительность составляла от 3 до 19 тыс. пудов чистой меди в год. Владельцами являлись А. И. и Н. А. Дурасовы (с 1783 по 1804 года), позднее Д. И. Пашкова[43].
- Водохранилище на р. Тор.
- Развит туризм.
- Верхоторская средняя школа.
- Верхоторский СДК.
- Верхоторская сельская библиотека.
- Верхоторская врачебная амбулатория.
- Верхоторский детский сад.
- Частная пилорама.

## Религия
В селе есть православная церковь Казанской иконы Божией Матери. Построена в 1788 году на средства помещицы Агрофены Дурасовой. Настоятель храма — протоиерей Валентин (Попов).

## Знаменитые жители
- Потеряхин, Владимир Александрович (2 марта 1928 — июнь 2013) — учёный, химик, автор многочисленных книг по химии, истории Салавата, его предприятий, член союза журналистов Башкортостана[46].
- Черных, Николай Андреевич (19 декабря 1924 — 30 октября 1982) — пулемётчик, участник Великой Отечественной войны, Герой Советского Союза.